# Guillermo Santos Marín
Guillermo Antonio Santos Marín (Santa Isabel, Tolima) es un abogado, agrónomo y político colombiano. Ha sido Representante a la Cámara por el departamento del Tolima y fue Senador de la República de Colombia entre los años 2010 y 2018.

## Biografía
Santos Marín nació en el municipio de Santa Isabel en el departamento del Tolima. Se desempeñó como Director del Instituto Colombiano de la Reforma Agraria Incora. Fue director  del Fondo de Acueducto y Alcantarillado del Tolima. En el año 2002 fue elegido como Representante a la Cámara y fue reelecto en 2006. Fue Senador de la República por el Partido Liberal, donde fue presidente de la Comisión Séptima Constitucional. Fue candidato al Senado en las elecciones legislativas del año 2014 pero su aspiración no prosperó, sin embargo logró asumir la curul tras la renuncia de Eugenio Prieto Soto.